# Elpidio Torres
Elpidio Ángel Torres (Córdoba, 1929 - 2002) fue un dirigente sindical argentino.

## Historia
Obrero de la empresa Industrias Kaiser Argentina, llegó a ser Secretario General del gremio de los mecánicos SMATA (Seccional Córdoba), entre 1958 y 1971. Fue dos veces Secretario General de la CGT Córdoba, en 1962-1963 y en 1970.  
Comenzó su trayectoria gremial en las filas del peronismo ortodoxo de Córdoba, pero a inicios de la década del 60 se pasó a las filas del peronismo legalista, alineado con el vandorismo, por lo cual pasó a ser conocido como el "Lobito" o el "Vandor cordobés".
Fue uno de los protagonistas del llamado "Cordobazo", una histórica rebelión obrero-estudiantil ocurrida el 29 de mayo de 1969 en la provincia de Córdoba, Argentina y a la que habría concurrido convocado por Agustín Tosco; aunque muchas voces manifiestan que fue el propio Elpidio Torres junto a Hipólito Atilio López quienes pensaron el Cordobazo en las primeras semanas de mayo, haciendo luego la invitación a Tosco quien llevó la propuesta a la "CGT de los Argentinos" y sumó a los estudiantes de Universidad Nacional de Córdoba, que se iniciaría al mediodía del 29. El sujeto principalísimo del Cordobazo fueron los trabajadores sindicalizados, peronistas en su mayoría, bien remunerados, conducidos por sus dirigentes “legalistas e independientes”, quienes organizaron el primer paro activo, seguido de una manifestación masiva. Junto al líder de Luz y Fuerza de entonces, mantuvo una dura lucha contra el régimen dictatorial de Juan Carlos Onganía. Tras su retiro como máximo dirigente del SMATA, el gremialista mantuvo su influencia en el sindicato de los mecánicos a través de tareas de asesoramiento hasta 1989.
Se dio un escarmiento ejemplar a quienes habían reprimido de manera salvaje a los trabajadores mecánicos en la asamblea del Córdoba Sport Club, del 14 de mayo. Se expresó, a la vez, mediante el enfrentamiento con las fuerzas policiales, el rechazo y la condena al régimen ilegítimo de la llamada Revolución Argentina. El 30 de mayo de 1969 fue detenido y condenado a 4 años y 8 meses de prisión, siendo liberado el 6 de diciembre del mismo año. 
Tras su retorno a Córdoba, fue reelecto en el SMATA local y designado Secretario General de la CGT Córdoba. El 12 de mayo de 1970, los obreros de la planta de matrices Perdriel ocuparon la fábrica denunciando la connivencia de Torres con la empresa para evitar la elección de delegados opositores. Al mes siguiente, el 2 de junio, el SMATA dispuso la toma de todas sus fábricas en el marco de la discusión de convenios. Desalojadas por las fuerzas de seguridad, se desarrolló una huelga de casi un mes que terminó con una dura derrota para los mecánicos y más de 700 despidos, en su mayoría de los delegados y activistas opositores. Fuertemente desprestigiado, Torres renunció a la Secretaría General de la CGT Córdoba y finalmente al SMATA en marzo de 1971, pocos días antes del Viborazo, siendo reemplazado por su Adjunto Mario Bagué y apartándose de la política gremial por varios años. En abril de 1972, derrotando a la lista oficialista, triunfó en las elecciones del SMATA Córdoba la Lista Marrón encabezada por René Salamanca, de la corriente sindical clasista.  
Participó luego de la rama política del peronismo, desempeñándose en la Legislatura provincial cordobesa como director de los senadores provinciales de su partido.Falleció en 2002. Sus restos descansan en el cementerio Del Carmen, próximo a la localidad de Villa Allende, en el Gran Córdoba En su homenaje se aprobó en la Legislatura un proyecto de ley que en Córdoba establece el 29 de mayo como el “Día de las luchas populares”. una escuela de Córdoba lleva su nombre.

## Matrimonio e Hijos
En 1949, Elpidio conoció a Estela Beatriz Gutiérrez Brandan, docente recibida en el magisterio de Las Adoratrices, más conocida como "Betty" y proveniente de una acaudalada familia de Córdoba, que vivía en la calle Rondeau. El encuentro surge en Alta Gracia, donde se enamoraron y poco después se casaron. Tuvieron tres hijos: Juan José (apodado "Grillo"), Ángel y Rafael Torres.
Betty falleció el 9 de septiembre de 2019.